# Serviço de Documentação Externa e de Contraespionagem
O Serviço de Documentação Externa e de Contra-Espionagem, ou SDECE (em francês:  Service de documentation extérieure et de contre-espionnage, pronuncia-se / zdɛk /), é o serviço francês de inteligência estrangeira criado em 28 de dezembro de 1945 e tornou-se a Direção Geral de Segurança Externa (DGSE) em 2 de abril de 1982. No entanto, não assume a função do Segundo Bureau, que permanece então dedicado à inteligência militar tradicional.
Na Quarta República, o SDECE era subordinado ao Presidente do Conselho. Com o estabelecimento da Quinta República e até 1962, foi utilizado pelo primeiro-ministro Michel Debré e foi particularmente eficaz durante a Guerra da Argélia. Após o sequestro e assassinato de Mehdi Ben Barka, o General de Gaulle decidiu subordinar o serviço ao Ministério das Forças Armadas chefiado por Pierre Messmer, fiel companheiro do general. O SDECE e os seus quadros então se militarizam lentamente. O serviço sobreviveu às alternâncias, passando a denominar-se DGSE em 1982.
Seu lema era Ad augusta per angusta, "Em direção aos cumes por caminhos estreitos". Este lema é a senha dos conspiradores em Hernani de Victor Hugo (1830).

## História
A história da SDECE é rica e complexa. O serviço foi fundado nas bases do BCRA gaullista, criado durante a Segunda Guerra Mundial. Este serviço vindo do Segundo Bureau, o principal serviço de inteligência da Terceira República. A SDECE foi fundada em Conselho de Ministros por decreto foi aprovado em 28 de dezembro de 1945, presidido pelo próprio General de Gaulle; o qual foi promulgado em 4 de janeiro de 1946, mas não foi publicado no Diário Oficial. Estava assim criado, pela primeira vez na história da França contemporânea, um serviço de inteligência diretamente subordinado ao poder político.
Esta reforma, em curso desde a criação da DGSS em novembro de 1943, foi recusada por alguns dos agentes de inteligência - bastante hostis ao gaullismo - resultante do antigo sistema de ligação ao Estado-Maior do exército, com base no perigo da politização. Alguns deixaram o serviço, tal como o General Rivet, em abril de 1944, e o Coronel Paillole, em novembro de 1944.

## Organização

### Diretores gerais do SDECE

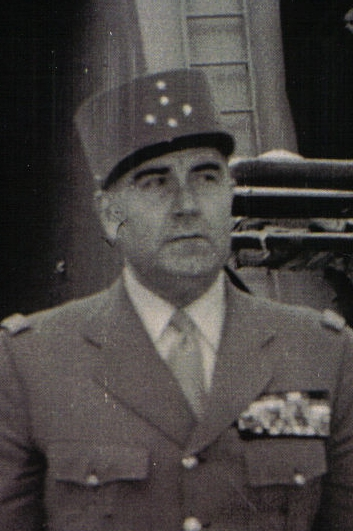
O General Paul Grossin, diretor geral do SDECE de a.

| Nome e possível patente militar                     | Decreto de nomeação    | Decreto de nomeação |
| --------------------------------------------------- | ---------------------- | ------------------- |
| André Dewavrin, alias "Coronel Passy" (DGER /SDECE) | Abril de 1945          |                     |
| Henri Ribière                                       | Abril de 1946          |                     |
| Pierre Boursicot (interino)                         | 18 de dezembro de 1950 |                     |
| Pierre Boursicot                                    | 27 de abril de 1951    |                     |
| Paul Grossin (general de exército)                  | 23 de setembro de 1957 |                     |
| Paul Jacquier (general de divisão aérea)            | 31 de janeiro de 1962  |                     |
| Eugène Guibaud (general de divisão)                 | 22 de janeiro de 1966  |                     |
| Alexandre de Marenches                              | 6 de novembro de 1970  |                     |
| Pierre Marion (SDECE/ DGSE)                         | 22 de junho de 1981    |                     |

### Diretores de gabinete
| Nº | Nome                         | Mandato                            | Detalhes                            | Ref.   |
| -- | ---------------------------- | ---------------------------------- | ----------------------------------- | ------ |
| 1  | François Thierry-Mieg        | 1946                               | Codinome da resistência "Vaudreuil' | [ 7 ]  |
| 2  | Georges Barazer de Lannurien | Começo de 1962 - primavera de 1964 |                                     | [ 8 ]  |
| 3  | Guy Marienne                 | 1964 – ?                           | "Morvan"                            | [ 9 ]  |
| 4  | Cel. Paulo Durand            | 1966 – 1970                        |                                     | [ 10 ] |
| 5  | Didier Faure-Beaulieu        | 1970 – Junho de 1977               |                                     | [ 11 ] |
| 6  | Michel Roussin               | 1977 – 1981                        |                                     | [ 12 ] |

### Diretores de Inteligência
- Tenente-Coronel Léonard Hounau (sob o título de diretor da produção-exploração): 1946 – 1952[13]
- Coronel Maurice Dumont: datas não especificadas[14][15]
- Coronel Leonard Hounau:outubro de 1963 – final de 1963[16]
- Coronel René Bertrand (“Jacques Beaumont"): 1964 – final de 1970
- Coronel Tristan Richard: final de 1970 – verão de 1971[17]
- Coronel Jeannou Lacaze: 1971 – Julho de 1976[18]
- Coronel Bernard Grué: juillet 1976 – Setembro de 1977[19]
- General René Candelier: septembre 1977 – outubro de 1979[20]
- Coronel Alain Gaigneron de Marolles: octobre 1979 – setembro de 1980[21]
- General Jacques Sylla Fouilland: setembro de 1980 – ?[22]

### Outros quadros
O Coronel Marcel Le Roy, conhecido como Finville, foi membro e depois diretor do Serviço 7 (em francês:  Service 7). Outro chefe foi Marcel Chaumien.
O Setor A é responsável pelo mundo árabe e pela África Subsariana, antes do subsetor da África ter sido desmembrado para formar um sector africano separado em 1960.
Chefes do Setor N (África): Maurice Robert (1960–1966); Léon Kinberg; Jean-Louis Simon; Tenente-Coronel Bouan na 1980.

### Organogramas sucessivos
Substituindo um Gabinete Central de Inteligência e Ação (BCRA), a Direcção Geral de Serviços Especiais (DGSS) e depois a Direcção Geral de Estudos e Investigação (DGER), construída em torno da luta clandestina, a SDECE pretendia dotar a França de serviços modernos e renovados. Liderada no seu início por veteranos experientes do BCRA como André Manuel ou François Thierry-Mieg, a SDECE teve imediatamente de enfrentar as novas ameaças da Guerra Fria.
Quando a SDECE foi criada, um diretor de operações de produção supervisionava as atividades do serviço de contraespionagem (CE ou Serviço 23), do serviço de inteligência (SR ou Serviço 25), do serviço de escutas telefônicas e de descriptografia (Serviço 28) o qual tinha sob o seu comando o Grupamento de controles rádio-elétricos (em francês:  Groupement des contrôles radioélectriques, GCR), os serviços técnicos (Serviço 26) e o departamento de estudos. O SR também contava com uma seção de operações especiais (Serviço 25/2-4) para abertura de malas diplomáticas. Para além deste departamento, o diretor-geral da SDECE e o seu gabinete supervisionavam as secções administrativa, financeira e de formação de pessoal. Um serviço de segurança interna e uma secção política (Serviço 25/9), que fazia a ligação com a SFIO e alguns partidos socialistas estrangeiros, estavam diretamente ligados ao Diretor-Geral Henri Ribière. Pouco depois serão criados um serviço de acção (Serviço 29) e um serviço para imigrantes do Leste (Serviço 27).
Na altura do regresso ao poder do General de Gaulle, em 1958, os sectores do serviço de investigação da África e do mundo árabe (SR ou Serviço III) foram reestruturados; a contra-espionagem (Serviço IV) possuía uma secção (E) responsável pela monitorização do tráfico de armas, particularmente as destinadas aos rebeldes argelinos. O Serviço VI administrava a estação de pesquisa de Paris conhecida como base Bison, enquanto o serviço de pesquisa operacional (antigo Serviço 25/2) passou a ser o Serviço VII. O serviço de ação passa a ser serviço VIII e o serviço de intercepção técnica, o serviço IX; sendo criado um gabinete de relações exteriores, responsável pela ligação com os serviços estrangeiros e vinculado à direção-geral.
No final de 1970, Alexandre de Marenches reestruturou a SDECE sob duas direções principais: o departamento de infraestrutura e recursos (em francês:  Direction de l'infrastructure et des moyens, DIM) e o departamento de inteligência (em francês:  Direction du renseignement, DR). O primeiro inclui os serviços responsáveis pela gestão de pessoal, finanças, instrução, serviços técnicos e materiais. O DR tinha cinco serviços principais: o serviço de ação (R1), o serviço de meios convencionais de investigação (R2, investigação por área geográfica), o serviço de documentação e estudos (R3, investigação por tema), o serviço de contraespionagem (R4) e o serviço de investigação técnica (R5).
Em fevereiro de 1979, ocorreu uma nova reorganização interna: o DIM passou a ser a direcção de serviços administrativos e financeiros (em francês:  Direction des services administratifs et financiers, DSAF) e perde os seus recursos técnicos e departamentos de instrução, anexos ao DR. Perde-se assim o departamento de acção, que está ligado directamente à direcção-geral.
Na primavera de 1980, Alexandre de Marenches decidiu reestruturar novamente a SDECE. Os serviços de segurança interna e contra-espionagem são chefiados por um novo departamento de segurança e contra-espionagem ligado à direcção-geral. Assim, o diretor-geral supervisiona diretamente os serviços de segurança interna, a contra-espionagem e o serviço de ação.
Em julho de 1981, o novo diretor-geral da SDECE, Pierre Marion, reorganizou completamente o seu serviço. Sua direção-geral abrange quatro divisões principais: a divisão de assuntos financeiros e gerais (em francês:  Division des affaires financières et générales, DAFG), a divisão de investigação (em francês:  Division de la recherche, DR) que reúne todos os recursos humanos, técnicos e operacionais de investigação de inteligência, a divisão de contra-espionagem (em francês:  Division du contre-espionnage, DCE) e a divisão de acção (em francês:  Division action, DA). O serviço de segurança interna ficou adstrito à direcção-geral, da qual dependiam também uma nova subdivisão: “previsão, plano e avaliação”.

## Membros conhecidos

### Outros membros conhecidos
- Coronel Pierre Fourcaud (1898-1998), Companheiro da Libertação e Diretor-Geral Adjunto da SDECE (1945-1950).
- André Manuel (1905-1991), antigo número dois do BCRA e Secretário-Geral da SDECE (1946).
- François Thierry-Mieg (1908-1995), antigo chefe da secção de contra-espionagem do BCRA e diretor de gabinete de Henri Ribière na SDECE (1946-1948). A investigação interna que liderou, com Pierre Sudreau, em abril de 1946 em Londres, esteve na origem do "Caso Passy".[33]
- Claude Faure (1972-2002), autor do livro Aux Services de la République, du BCRA à la DGSE (2004).
- Joseph Doudot, antigo chefe dos serviços de contra-espionagem franceses, presidente nacional fundador da Associação dos antigos membros dos serviços especiais da Defesa Nacional (em francês:  Amicale des anciens membres des services spéciaux de la Défense nationale, AASSDN).[34]
- Paul-Alain Léger, paraquedista e oficial de inteligência durante a Guerra da Argélia.
- Philippe Thyraud de Vosjoli: chefe de estação em Washington de 1951 a 1963, suspeito de ter desertado para a CIA.
- Eugène Rousseau, acusado de ter sido recrutado pelos serviços de inteligência iugoslavos (UDBA), preso em 7 de julho de 1969 e condenado a quinze anos de prisão antes de finalmente ser perdoado pelo presidente Pompidou, após uma grande campanha imprensa a seu favor.
- Coronel Marcel Mercier, ligado à Mão Vermelha.
- Coronel Paul Fournier, conhecido como Férère: chefe do serviço de correspondentes honorários para a América do Norte, implicado pelo traficante de drogas Roger Delouette.
- Pierre Galopin, negociador no caso da tomada de reféns da etnóloga Françoise Claustre.
- Camille Gourvennec.
- Vladimir Volkoff, autor da série Langelot de romances de espionagem publicados na Bibliothèque verte.
- Jean-Charles Marchiani, membro da base Bison.
- Jo Attia (1916-1972), mafioso parisiense.
- René Cailleaud, Companheiro da Libertação.
- Bernard Nut (1935-1983), oficial da inteligência francesa assassinado no sudeste da França.

## Na cultura popular

### Filmes e séries
- 1964: Les Barbouzes
- 1975: Bons Baisers de Hong Kong
- 1981: O Profissional
- 1982: Espion, lève-toi
- 2006: OSS 117 : Le Caire, nid d'espions
- 2009: OSS 117 : Rio ne répond plus
- 2015-2018: Au service de la France
- 2021: OSS 117 : Alerte rouge en Afrique noire
- 2022: Totems

### Na literatura
- 1965–1986: a série Langelot de romances de espionagem publicada pela Bibliothèque verte
- No romance Le Cinquième Cavalier, de Larry Collins e Dominique Lapierre, publicado em 1980, o diretor da SDECE fornece aos Estados Unidos fotografias dos terroristas que ameaçam Manhattan.

### Depoimentos
- Jacques Henri; Jean-Michel Barrault (1972). Vade-mecum du parfait agent secret. Col: Vade-mecum, 4 (em francês). Paris: Arthaud. 142 páginas. OCLC 11474517.Predefinição:Commentaire biblio
- Vosjoli, Philippe Thyraud de (1972). Lamia : l'anti-barbouze (em francês). Montréal: Éditions de l'Homme. 463 páginas. ISBN 978-0775903331. OCLC 741434573.
- Monique Thyraud de Vosjoli; Philippe Thyraud de Vosjoli (1975). Le Comité (em francês). Montréal: Éditions de l'Homme. 315 páginas. ISBN 978-0775904628. OCLC 15764070.
- Lemoine, Robert; Patrick, Faure (1980). Profession barbouze. Col: Témoignages (em francês). Paris: Éditions Alain Lefeuvre. 267 páginas. ISBN 978-2902639427. OCLC 15764070.
- Bernert, Philippe (1980). SDECE, Service 7 : L'extraordinaire histoire du colonel Le Roy-Finville et des clandestins (em francês). Paris: Presses de la Cité. 410 páginas. ISBN 978-2258121041. OCLC 716171978.
- Bergot, Erwan (1986). 11e Choc. Col: Troupes de choc, nº 45 (em francês). Paris: Presses de la Cité. 313 páginas. ISBN 978-2258017887. OCLC 19853537.
- Ockrent, Christine; Marenches, Alexandre de (1986). Dans le secret des princes (em francês). Paris: Éditions Stock. 341 páginas. ISBN 978-2234018792. OCLC 15033220.
- Marenches, Alexandre de; Andelman, David A. (1992). The Fourth World War: Diplomacy and Espionage in the Age of Terrorism (em inglês). Nova York: William Morrow. 281 páginas. ISBN 978-0688092184. OCLC 24373159.
- Lenoir, Jean-Pierre (1998). Un espion très ordinaire : l'histoire vue du SDECE (em francês). Paris: Éditions Albin Michel. 246 páginas. ISBN 978-2226106148. OCLC 41139053.
- Robert, Maurice (2004). Maurice Robert : "ministre" de l'Afrique (em francês). Paris: Éditions du Seuil. 410 páginas. ISBN 978-2020629768. OCLC 56681969.
- Roussin, Michel (2006). Le gendarme de Chirac (em francês). Paris: Éditions Albin Michel. 243 páginas. ISBN 978-2226172617. OCLC 68990301.
- Notin, Jean-Christophe (2018). Le maître du secret : Alexandre de Marenches (em francês). Paris: Éditions Tallandier. 555 páginas. ISBN 979-10-210-3129-6. OCLC 1030779675

### Obras jornalísticas e históricas
- Arboit, Gérald (2014). Des services secrets pour la France : du Dépôt de la Guerre à la DGSE, 1856-2013 (em francês). Paris: CNRS Éditions. 444 páginas. ISBN 978-2-271-07886-5. OCLC 876046625.
- Faligot, Roger; Guisnel, Jean; Rémi, Kauffer (2012). Histoire politique des services secrets français : De la Seconde Guerre mondiale à nos jours. Col: Cahiers libres (em francês). Paris: La Découverte. 844 páginas. ISBN 978-2-7071-6741-5. OCLC 1225108309.
- Faligot, Roger; Krop, Pascal (1985). La Piscine : les services secrets français. Col: L'épreuve des faits (em francês). Paris: Seuil. 426 páginas. ISBN 978-2020087438. OCLC 396691961.
- Faure, Claude (2004). Aux services de la République : du BCRA à la DGSE (em francês). Paris: Librairie Arthème Fayard. 782 páginas. ISBN 978-2213615936. OCLC 419602748.
- Millour, Philippe; Erlom, Gaston (2022). Le Service Action d'Extrême-Orient : 1944-1945, premiers parachutistes en Indochine (em francês). Paris: Histoire & Collections. 207 páginas. ISBN 979-1-038-01288-2. OCLC 1419375811.

### Investigações
- Perrault, Gilles (2008) [1971]. L'Erreur : l'affaire Eugène Rousseau (em francês). Paris: Librairie Arthème Fayard. 251 páginas. ASIN B000071KM1. OCLC 465899913